# هايد-إين ريباسو
هايد-إين ريباسو (بالإستونية: Haide-Ene Rebassoo)‏ هي عالمة نبات إستونية، وُلدت في 25 يناير 1935 في تالين.
كانت هايد تابعة لمعهد علم الحيوان والنبات في الفترة ما بين 1960-1979 و1983-1993. في عام 1975 نشرت كتاباتها العِلمية حول نباتات شاطئ البحر في جزر إستونيا.

## المنشورات البارزة
من أبرز المنشورات التي كتبتها هايد، وعنوانها باللغة الإستونية:
- 1967: "Hiiumaa floora ja selle genees"
- 1972: "Laidude raamat"
- 1973: "Hiiumaa"
- 1974: "Eesti taimeriigis"
- 1975: "Botaanilisi kilde 17 Hiiumaa suvest"
- 1975: "Sea-shore plant communities of the Estonian islands"
- 1979: "Eesti taimharuldusi"
- 1981: "Kaitskem kauneid taimi"